# Большое Ямкино
Большое Ямкино — деревня в Великоустюгском районе Вологодской области.
Входит в состав Марденгского сельского поселения, с точки зрения административно-территориального деления — в Марденгский сельсовет.
Расстояние по автодороге до районного центра Великого Устюга — 19,5 км, до центра муниципального образования Благовещенья — 4 км. Ближайшие населённые пункты — Коммуна, Полутино, Горшково.
По переписи 2002 года население — 1 человек.